# 大田國小學生命案
大田國小學生命案（韓語：대전 초등학생 살해 사건）是一宗發生在韓國大田广域市西區官岐洞一所國小內的兒童殺人案，當地時間2025年2月10日，一名患有憂鬱症的40多歲女教師殺害了一名就讀該校、年僅8歲的國小學生金荷娜（／ Kim Haneul），造成該學生死亡。

## 案發經過
2025年2月10日，金荷娜下課後待在課後照顧班直到下午04:40，但後來卻沒有搭上原本固定乘坐的美術補習班接送車。學校老師得知此事後，開始尋找金荷娜，然而最終仍未能找到，於是通知了她的父母。接到消息後，受害者的母親於下午05:15左右向警方報案，表示女兒在課後照顧班結束後便失去聯繫。警方接獲報案後，於下午05:23趕赴現場並展開搜索。
警方在取得家屬同意後，對金荷娜的手機進行定位追蹤，確認她仍然在校園內。透過定位得知她的位置後，警方與金河娜的奶奶一起前往2樓的課後照顧班。奶奶拿著手電筒在課後照顧班旁的視聽教室內搜尋時，發現一名臉上沾有血跡的40多歲女老師明某氏，以及放在附近的金荷娜的書包。當奶奶離開視聽教室想通知警方及家人時，明某氏立即反鎖了教室門。警方在接獲奶奶的通知後，強行破門進入，發現金荷娜與明某氏倒在血泊中。
現場發現了一把疑似作案用的刀，警方立即將其扣押。金荷娜因肩部與手部受傷，並陷入昏迷與心跳停止狀態，隨即被送往建陽大學醫院搶救。明某氏則頸部與手臂受傷，但仍有意識。據悉，當天下午05:50，學校內部也曾通報2樓視聽教室內有人受困。
家屬表示，他們透過受害者手機內安裝的APP，聽到了案發當時的部分聲音。他們表示，一名年長女性的粗重喘息聲、翻找抽屜的聲音、以及金荷娜手機的震動聲持續響了一個多小時。
下午06：35左右，金荷娜最終在醫院傷重不治。與她一起被發現的明某氏雖因自殘導致頸部重傷，但並未有生命危險，隨即接受緊急手術。在下午09：00手術前，明某氏承認自己殺害了金荷娜。
由於金荷娜最後出現在課後照顧班，社會上曾一度猜測明某氏是課後照顧班的專職老師，但警方澄清，明某氏並非臨時約聘、外部講師或教育行政人員，而是學校的正式老師，且並非受害者的班導師。
明某氏長期受憂鬱症困擾，因此時常請病假與留職停薪，直到2024年12月才回到學校任教。然而，案發4天前，她曾經對關心她的同事動粗，甚至扭傷對方手臂並掐住脖子。因此，學校曾建議她再次休假，但教育局以不符合相關規定為由未予批准。據調查，明某氏在案發當天購買了凶器，並以「要送書給金荷娜」為由，將她引誘至視聽教室後行兇。
晚間10點，校長緊急下令隔天臨時停課。
2月11日，大田廣域市警察廳表示，法院已對明某核發逮捕令及搜索扣押令。
女孩的告別式於建陽大學醫院的靈堂舉行，隨後她的遺體火化，並於2025年2月14日將骨灰安葬在大田追悼公園。她的父母、親屬、學校老師以及許多哀悼者皆出席了告別式。

## 調查

### 教育廳
2月11日上午11點，大田廣域市教育廳召開案件記者會。部分媒體曾報導嫌犯有思覺失調症病史，但簡報中未提及此事。會中說明，嫌犯在休職3週後復職，且與家屬證詞及警方確認結果不同，休職前她並非二年三班的班導師，而是如先前媒體報導的科任老師。此外，事發前5天，她因無法登入NEIS教育行政系統而砸毀電腦。
關於2月6日嫌犯與同事發生肢體衝突，強行扭傷對方手臂一事，學校教務主任曾對她做出警告處分，當天教育局也派出兩名督學前往學校調查。教育廳進一步澄清，部分媒體報導指稱當局駁回其休職申請並不屬實，但後續又有媒體報導稱，當局並非駁回，而是直接通知她無法休職。
此外，教育廳宣布將2月11日至14日訂為哀悼期，並延長停課時間。
當記者提及嫌犯曾對同事施暴、扭傷手臂的事件時，教育廳試圖淡化，僅以「小衝突」來形容此事。此外，教育廳在說明案件時，未能明確掌握受害學生於當天下午4點30分放學後的行蹤，並表示：「學校理應是安全的場所」、「各校的課後照顧班下課方式不盡相同」，此發言引發爭議。
依規定，學生應由家長或授權人親自接送，但受害學生在案發時段獨自留在課後照顧班。當日，負責接送的美術班接駁司機發現孩子未上車，聯繫課後照顧老師，該老師則讓她從二樓自行離開，但之後的行蹤完全不明。
此外，在人事管理方面，教育廳的應對也出現問題，難辭其咎。

### 警方
2月11日下午2點，大田西部警察局召開第一場記者會。警方表示，嫌犯在休職期間曾考慮輕生，但在去年底突然復職，然而復職僅3天便感到焦躁不耐。後來，她指稱某人甚至阻止她參與課堂教學，讓她極為憤怒，因此開始計畫犯案。警方推測犯案時間約在下午4點30分至5點之間，作案工具是一把長約28公分的刀，她在午休時間謊稱要上廁所，實際上是擅自外出至附近商店購買的。
嫌犯供稱，她決定鎖定最後一個離開的孩子，並不在意對方是誰。她謊稱「要給一本書」，將受害者引誘至多媒體教室，先勒住脖子，再持刀刺殺。
根據大田市教育局說法，西部教育局負責國小的督學在案發前一天上午，接獲學校通報A某出現暴力行為，隨即到校調查，並建議學校將其隔離處理。然而，督學離開後，不到數小時便發生了這起命案。
大田西部警察局局長陸鍾明在記者會上表示，警方已先申請逮捕令，以確保嫌犯不會逃亡，並將進一步展開搜索，以釐清詳細犯案動機。
此外，警方計畫召開「嫌犯身份公開審查委員會」，討論是否對外公開A某的個人資訊。

## 政界反應

### 國民力量
2月12日，目前仍遭羈押服刑的南韓總統尹锡悦透過律師表示：「學校應該是孩子們能夠安全玩耍的地方，卻發生這樣駭人聽聞的案件，令人感到無比悲痛與遺憾。」並補充：「對於這位不幸離世的孩子，我深深哀悼，也向她的家屬致上誠摯的慰問。」他同時強調：「政府將竭盡全力協助受害者家屬，並制定防止類似案件再次發生的對策。」
國民力量黨團則於2月11日發表聲明：「我們對這名無辜的孩童不幸罹難感到萬分哀痛，並向其家屬致上誠摯的慰問。」該黨承諾：「將徹查案件，並積極制定防止類似悲劇再次發生的對策。」
國民力量黨團應急對策委員長權寧世取消原定下午4點30分出席韓國女性企業家協會會長交接典禮的行程，改為前往大田建陽大學醫院靈堂吊唁。

### 共同民主党
2月11日，最大在野黨共同民主党呼籲徹查案件，並表示：「學校應該是孩子們最安全的庇護所，如今卻發生如此殘忍的悲劇，社會震驚不已。」同時強調：「檢警等執法機關應牢記，這起案件事關人民對學校的信任。」該黨也向受害者及其家屬表達深切哀悼。
案發地所在的大田广域市西區區長徐喆模於2月11日在臉書發文：「為了避免此類悲劇重演，西區廳將與相關機構緊密合作，全力打造更安全的環境。」
黨魁李在明於2月11日發表聲明：「對這起令人心碎的大田小學生命案，我深表哀悼，並敦促警方徹底調查，查明真相。」他同時要求黨內檢討相關制度缺失，研擬應對方案。2月12日，他親自前往靈堂致意。
國會議長禹元植於2月11日在臉書表示：「學校應該是所有場所中最能保障學生安全的地方，但如今卻發生這樣的慘劇，讓全國人民都感到無比震驚。」
大田市西區甲選區的國會議員張鍾泰也透過臉書發表感言：「對於這個未能受到世界保護的孩子，我深感愧疚。」並向遺屬致上慰問。

### 其他
2月11日，南韓代理總統崔相穆指示教育部及相關機構進行徹底調查，並制定防範機制。他表示：「學校應是最安全的場所，因此這起案件更加令人痛心。」當天，他向遇害者家屬表達慰問，並於翌日（2月12日）親自前往大田吊唁。
2月11日，南韓國會教育委員會宣布，將於2月18日針對大田小學生命案召開緊急質詢，深入討論事件真相與責任歸屬。
2月12日，改革新黨三名國會議員親自前往靈堂吊唁。該黨發言人表示：「這起駭人聽聞的案件導致一條無辜的生命消逝，我們深感哀痛。我們承諾，將依照受害者家屬的訴求，透過法律與制度改革，防止第二、第三個受害者出現。」

## 後續反應

### 社會
金荷娜的遇害事件引發了南韓國內外的高度關注，消息曝光後震驚全國。南韓社會普遍對這起殘忍且毫無預警的殺人案件感到悲痛與憤怒。在大田市，當地居民自發性地前往學校門口獻上菊花、玩偶與糖果，以悼念這位無辜喪命的小女孩。一名50歲的父親表示，他的兩個兒子也就讀於金荷娜的學校，得知此事後，他對金荷娜的父母深感同情，並對這起悲劇感到震驚與憤怒。另一名37歲的母親則表示，她的兒子也就讀於該校，事件發生後，孩子變得十分害怕，擔心類似的事件會再次發生。整體而言，許多家長對這起案件感到不安，並質疑學校的安全措施，擔憂校方是否能真正保障學生在校內的安全。
這場悲劇也引發了社會各界對校園安全、教師心理健康監測，以及教育體系是否能有效預防校園暴力的討論。同時，政府的課後安親班安全管理問題也受到外界批評。
在南韓，許多雙薪家庭的家長對於校園安全問題感到焦慮。這起命案讓人們意識到，即使在學校這樣理應安全的場所，孩子仍可能面臨無法預測的危險。案件也讓家長開始質疑，校方是否有落實學生放學後的管理機制，以及是否能確保孩子安全回家。
梨花女子大學社會福利學教授鄭益中（Chung Ick-joong）表示，由於缺乏明確且詳細的法規來規範學生放學後的安全管理，導致學校與家長之間的監管出現漏洞，讓孩子的安全受到威脅。
這起案件發生後，南韓家長對兒童安全防護措施的需求激增，兒童安全應用程式下載量與新用戶數大幅上升70倍，顯示家長對孩子的安全問題更加警覺。
此外，南韓女團IVE也向金荷娜的靈堂獻上花圈，並附上受害者曾表示想要作為生日禮物的照片小卡，以表達哀悼之意。據金荷娜的父親表示，金荷娜是IVE的忠實粉絲，最喜歡的成員是張員瑛，她的夢想是長大後成為像張員瑛一樣的歌手。金荷娜的父親在訪談中提到，「如果可能的話，希望張員瑛能來看看我女兒的靈堂」，但他也明白對方行程繁忙，可能無法前來。這番話在社群媒體上迅速引發熱議，許多粉絲湧入張員瑛的社群帳號留言，希望她能夠出席喪禮。然而，也有部分網友認為不應強迫張員瑛參加喪禮，但仍對金荷娜的離世感到哀痛。
大田韓亞市民足球俱樂部的總教練黃善洪與球團代表金元澤也親自前往靈堂吊唁。黃善洪特別表示：「希望（受害者）能在美好的地方安息。」並補充說，球團將積極參與悼念活動，讓球員們一同表達哀思。
水原三星藍翼、FC首爾、光州FC、浦項制鐵、大邱FC等K聯賽多支球隊的球迷與應援團也紛紛送上輓聯與花圈，共同悼念逝去的生命。

### 家屬
在女兒過世的隔天，38歲的金荷娜父親接受媒體訪問時，表達了對女兒的懊悔與自責。他難過地說，如果當天他和妻子沒有讓金荷娜去補習班，她或許還活著，這個念頭讓他無法釋懷。
金荷娜的父親形容她是個貼心又懂事的孩子，不僅經常鼓勵父母、照顧年幼的弟弟，在學校也個性開朗、與同學相處融洽。他對學校的處理方式感到非常失望，認為校方沒有盡到責任確保女兒安全離校，更沒有妥善監控該名涉案教師的精神狀況，才導致這場無法挽回的悲劇發生。
此外，金荷娜的父親強烈要求，希望當局能夠對兇手施以最嚴厲的懲罰，替女兒討回公道。他也呼籲政府與相關單位制定更完善的法規，確保學校能夠有效監管教師的心理健康狀況，避免類似案件再次發生。他強調：「學校應該是孩子最安全的地方，而不是讓家長擔驚受怕的環境。」

### 專家
多位法律與精神醫學專家針對本案發表看法，分析兇嫌的心理狀態與犯案動機。犯罪科學研究所所長表蒼園認為，嫌犯展現出強烈的攻擊性與暴力傾向，並刻意挑選年幼且毫無反抗能力的受害者作為目標，這與加害者過往的行為特徵相符。順天鄉大學警察行政學教授吳允成（Oh Yoon-seong）則表示，這起案件更可能是預謀殺人，因為嫌犯事先購買兇器，並以謊言誘騙金荷娜進入視聽教室，顯示她早有計畫，並非一時衝動行兇。
韓國大學安岩醫院（Korea University Anam Hospital）精神科教授李勳仲（Lee Hun-jung）指出，憂鬱症患者通常不會出現攻擊性行為，因此憂鬱症不太可能是這起案件的主因。韓國精神健康學會（Korean Society of Mental Health）會長、加藍精神健康診所（Garam Mental Health Clinic）院長金東旭（Kim Dong-wook）也表示，無論是思覺失調症或憂鬱症患者，除非面臨自衛情境，否則不會主動攻擊他人，因此兇手的行為與憂鬱症無直接關聯。
又石大學警察行政學系教授裴相勳（Bae Sang-hoon）進一步分析，這起案件並非單純由心理疾病引發，更可能屬於「權力支配型謀殺」（power-assertive murder），即加害者刻意挑選弱勢受害者，來展現自身的掌控力與優越感。他強調，嫌犯事先準備兇器並誘騙受害者，顯示她的行為是有計畫性的，不應單純歸咎於心理疾病。
慶熙大學醫學院（Kyung Hee University College of Medicine）精神科教授白鍾宇（Paik Jong-woo）對當局未能及時介入感到遺憾。他指出，嫌犯過去就曾展現暴力傾向，若當時學校或相關單位能夠安排專業精神科醫師評估她的心理狀況，或許有機會防止這起悲劇發生。

## 爭議
2月12日，受害者的父親感嘆，無論是執政黨或在野黨的黨主席，甚至是警方、檢察官，都沒有人前來吊唁。然而，問題在於，對負責的警察而言，吊唁並非必要程序；而且，根據當時的採訪時間點，案件甚至尚未移送檢察機關，更別說開始對加害者進行正式偵訊，因此負責的檢察官也尚未指派。
尤其是對於張員瑛，父親特別表示：「雖然妳很忙，但如果真的可以的話，請來看看天兒吧。」事實上，IVE方面在前一天（2月11日）已經送上花圈表達哀悼之意，但受害者父親並未就此作罷，反而進一步公開請求張員瑛親自前來吊唁。
針對這場爭議，父親在12日的葬禮上表示：「我只是請求天兒生前最喜歡的IVE張員瑛來見她最後一面，這真的不是強迫，而只是單純的請求。作為父親，我只是希望現在已經化作星星的天兒，能夠見到她生前最喜歡、最想見的員瑛。但現在媒體卻用『強迫與否的爭論』這樣的標題來報導，讓我真的更加難受。」針對向執政黨、在野黨領袖及警方、檢方人士發出的吊唁請求，父親則未再進一步表態。
然而，在整個社會關注此案的情況下，受害者父親並未透過正式管道私下聯繫IVE經紀公司，而是以公開情緒性的方式請求，這確實可能讓IVE及張員瑛本人感到某種程度的壓力，甚至被視為一種變相的「強迫」。尤其是父親還公開表示「天兒的夢想就是張員瑛」，這讓張員瑛若不前往吊唁，恐怕會承受極大的心理與社會壓力。事實上，因為受害者父親的公開請求，一些不理智的網友蜂擁至張員瑛的社群媒體，強迫她進行追悼與吊唁。
同時，也有許多人對這種做法表示擔憂。有人認為，這種過度強調藝人的「公眾人物責任論」，可能導致藝人被賦予過重的道德責任，甚至讓藝人的行程被各種吊唁活動填滿。此外，藝人的哀悼若不是發自內心，而是因輿論壓力被迫參與，可能會讓整個追悼儀式變得形式化、失去其真正的意義。更重要的是，如果此次張員瑛的吊唁成為「先例」，未來當類似案件發生時，藝人們是否都要被迫前往吊唁？這恐怕會形成一種不良風氣。
對此，天下藍改革新黨的國會黨團代表表示：「小孩子可能會對死亡產生幻想，因此雖然有些僭越，但我認為張員瑛不去吊唁才是比較恰當的選擇。」他也呼籲外界應該避免對受害者家屬進行過度批評。此外，對於近年來以罹難兒童命名的各種法案，他指出：「即使這些法案可能引發很多問題，國會還是因為不想被批評為『忽視遺屬痛苦』，最終選擇在朝野合作下迅速通過。但這一次，我認為不應該再用『天兒法』這樣的名稱來立法。」